# An Phú, Tuy Hòa
An Phú là xã thuộc thành phố Tuy Hòa, tỉnh Phú Yên, Việt Nam.

## Địa lý
Xã An Phú nằm ở phía bắc thành phố Tuy Hòa, cách trung tâm thành phố 10 km, có vị trí địa lý:
- Phía đông giáp Biển Đông
- Phía tây và phía bắc giáp huyện Tuy An
- Phía nam giáp các xã Bình Kiến và Hòa Kiến.

Xã có diện tích 21,87 km², dân số năm 2005 là 7.734 người, mật độ dân số đạt 354 người/km².

## Hành chính
Xã An Phú được chia thành 4 thôn: Phú Ân. Long Thủy. Xuân Dục. Chính Nghĩa

## Lịch sử
Trước đây, xã An Phú thuộc huyện Tuy An, được thành lập vào ngày 30 tháng 9 năm 1981 trên cơ sở tách một phần diện tích và dân số của xã An Chấn.
Ngày 5 tháng 1 năm 2005, Chính phủ ban hành Nghị định 03/2005/NĐ-CP. Theo đó, chuyển xã An Phú về thành phố Tuy Hòa mới thành lập.